# گریگور خالاتیانتس
گریگور آبراهامی خالاتیانتس (ارمنی: Գրիգոր Աբրահամի Խալաթյանց؛  ۸ فوریهٔ ۱۸۵۸ - درگذشته ۱۵ سپتامبر ۱۹۱۲) خاورشناس، ایران‌شناس و استاد متخصص در زمینه‌های ادبیات ارمنی، لغت‌شناسی ارمنی، قوم‌نگاری، مطالعات فرهنگ مردم اهل ارمنستان بود.

## زندگی‌نامه
وی در ۱۵ سپتامبر ۱۸۵۸ در آلکساندراپول به دنیا آمد و از آموزشگاه لازاریان (۱۸۷۷) و دانشکده تاریخ دانشگاه مشکو (۱۸۸۴) فارغ‌التحصیل گشت. عضو اتحادیه باستان‌شناسان مسکو بود. وی در مدرسهٔ عالی لازاریان درس خواند و سپس دورهٔ دانشکدهٔ تاریخ و زبان‌شناسی تاریخی مسکو را به پایان برد. وی در آثار ارمنی‌شناسی خود به مسائل مربوط به مناسبات ارمنی‌ها و ایرانی‌ها و تاریخ ایران اشاره کرده است.  وی در کالج لازاریان (انستیتو زبان‌های شرقی لازاریان) فعالیت کرد . وی به زبان‌های زبان ارمنی، ارمنی کلاسیک و زبان روسی تسلط داشت  وی در ۱۵ سپتامبر ۱۹۱۲ در سن ۵۴ سالگی در تفلیس درگذشت.
از دیگر آثارش:
- نظری اجمالی به تاریخ ارمنستان در ارتباط با جریانات کلی رویدادهای آسیای مقدم که از دیدگاه ایران‌شناسی دارای اهمیت فراوان است
- اساطیر و حماسه‌ای ایرانی بر مبنای نوشته‌های گریگور ماگیستروس (تاریخ‌نگار نامی ارمنی در سدهٔ یازدهم میلادی)

## یادداشت
1. ↑  դասախոս
2. ↑  բանասեր
3. ↑  հայագետ
4. ↑  արևելագետ
5. ↑  բանահավաք
6. ↑  գրականագետ
7. ↑  մշակութային գործիչ
8. ↑  պատմական գիտությունների դոկտոր
9. ↑  Հայ գրականություն
10. ↑  հայկական բանասիրություն
11. ↑  ազգագրություն
12. ↑  բանագիտություն
13. ↑  Մոսկվայի հնագիտական ընկերություն
14. ↑  Լազարյան ճեմարան